# 楊鐸 (弘治進士)
楊鐸（1451年—？年），字朝魯，福建興化府莆田縣人，軍籍，明朝政治人物。

## 生平
成化二十二年（1486年）丙午科福建鄉試第八十一名舉人。弘治三年（1490年）中式庚戌科會試第一百九十八名，三甲第一百八十六名進士。六年八月授翰林院检讨，侍寿王等王读书，不久因不满任王府官闹事被黜为民。弘治十三年（1500年）任浙江蕭山縣知縣。

## 家族
曾祖楊億六；祖父楊大四；父楊體敬，母朱氏；繼母林氏。